# Tupolew Tu-2000
Die Tupolew Tu-2000 (russisch Туполев Ту-2000) war das Projekt eines Hyperschall-Bombers, welcher vom OKB Tupolew für die Sowjetunion entwickelt wurde. Nach dem Zusammenbruch der Sowjetunion übernahm die russische Luftwaffe vorerst die Entwicklung, bis das Projekt schließlich 1992 abgebrochen wurde. Am 19. August 2009 gab Tupolew bekannt, dass man mit dem PAK DA ein ähnliches Flugzeug entwickeln werde.

## Entwicklung
Die Entwicklung der Tu-2000 war eine Reaktion auf die US-amerikanische Rockwell X-30. Nach dem Zerfall der Sowjetunion führte Russland das Projekt fort, bis es 1992 aus Geldmangel abgebrochen werden musste. Als Antrieb für die Tu-2000 war ein Staustrahltriebwerk vorgesehen, welches das Flugzeug auf bis zu Mach 6 beschleunigen sollte. Parallel zur Tu-2000 wurde auch die MiG-301 entwickelt, für welche ebenfalls ein Staustrahltriebwerk geplant war.

## Technische Daten
| Kenngröße             | Daten                                                             |
| --------------------- | ----------------------------------------------------------------- |
| Besatzung             | 2                                                                 |
| Länge                 | 72,00 m (236 ft)                                                  |
| Spannweite            | 30,00 m (98 ft)                                                   |
| Leermasse             | 192.000 kg                                                        |
| max. Startmasse       | 350.000 kg                                                        |
| Antrieb               | Scramjet                                                          |
| Treibstoff            | Flüssigwasserstoff (LH2) mit Flüssigsauerstoff (LOX) als Oxidator |
| Höchstgeschwindigkeit | M 6 in der Atmosphäre, M 24 im Weltall                            |
| Waffenlast            | 8.000 kg                                                          |